# Kobenz
Kobenz é um município da Áustria, situado no distrito de Murtal, no estado da Estíria. Tem 17,64 km² de área e sua população em 2019 foi estimada em 1.902 habitantes.